# Хомеоморфизъм
Хомеоморфизъм в математиката е непрекъсната биективна функция между две топологични пространства, чиято обратна функция също е непрекъсната. Две топологични пространства са хомеоморфни (или топологически изоморфни), ако можем да намерим такава функция между тях. От гледна точка на топологията такива две пространства са еднакви. Хомеоморфизмът осъществява непрекъсната деформация (разтягане и огъване, без разрязване) на едно топологично пространство в друго. Така например, чрез разтягане и огъване (формално конструираме хомеоморфизъм) можем да деформираме триъгълник до квадрат, след това квадрата до окръжност, т.е. тези така добре познати от геометрията фигури са един и същи обект в топологията.
Терминът е въведен от Анри Поанкаре през 1895 г.